# 地理统计
地理统计（英語：geostatistics，或译作地统计学、地学统计、地质统计学等）是统计学中关注空间或时空数据集的一个分支，最初是从采矿作业中预测矿石品位的概率分布而发展出来的，目前已应用于石油地质学、水文地质学、水文学、气象学、海洋学、地球化学、地质冶金学、地理学、林业、环境控制、景观生态学、土壤学，以及农业（尤其是精准农业）等多个学科。地理统计应用于地理学的各个分支，特别是涉及疾病传播（流行病学）、商业和军事规划（物流）的实践，还应用于建设高效的空间网络。地理统计相关算法已融入地理信息系统（GIS）等许多应用场景。

## 背景
地理统计与插值方法密切相关，但远不止简单的插值问题。地理统计技术依赖基于随机函数（或随机变量）理论的统计模型来模拟与空间估计和模拟相关的不确定性。
许多更简单的插值方法/算法，例如反距离加权、双线性插值和最近邻插值，在地统计学问世前就已经普及。但地统计学超越了插值问题，将位于未知位置的要研究的现象视作一组相关的随机变量。
令Z(x)为特定位置x处的感兴趣变量的值。这个值是未知的（例如温度、降雨量、测压水位、地质相等）。尽管可以前往位置x测量该数值，但地统计学认为该值在尚未测量时是随机的。然而，Z(x)又不完全随机，可以用累积分布函数（CDF）定义，而该函数依赖于关于Z(x)值的某些已知信息（information）：
{\displaystyle F({\mathit {z}},\mathbf {x} )=\operatorname {Prob} \lbrace Z(\mathbf {x} )\leqslant {\mathit {z}}\mid {\text{information}}\rbrace .}
通常，如果靠近x的某些位置（或位于x的邻域中）的Z的值已知，则可以通过该邻域来约束Z(x)的累积分布函数：如果假设空间是高度连续的（空间自相关），则Z(x)必与附近的值相似。相反，若空间连续性很弱，则Z(x)可以取任何值。随机变量的空间连续性可以用空间连续性模型来描述；它可以是基于变差函数的地统计学中的参数形式的模型，也可以是非参数形式的，如多点模拟或伪遗传方法。
研究者可将单个空间模型应用在整个定义域上，借此假设Z是一个平稳过程。它表示相同的统计属性适用于整个定义域。许多种地理统计方法提供了将这些平稳性假设的条件放宽的方法。
该框架中，可以区分两个建模目标：
1. 估计Z(x)的值，通常使用累积分布函数f(z,x)的期望值、中位數或众数。其通常表现为估计问题。
2. 考虑每个位置上的每种可能结果，从整个概率密度函数f(z,x)中采样。其方法通常是建立几个替代性的Z，称为实现（realization）。考虑在N维网格节点（或像素）中离散化的域。每个实现都是完整N维联合分布函数的样本

{\displaystyle F(\mathbf {z} ,\mathbf {x} )=\operatorname {Prob} \lbrace Z(\mathbf {x} _{1})\leqslant z_{1},Z(\mathbf {x} _{2})\leqslant z_{2},...,Z(\mathbf {x} _{N})\leqslant z_{N}\rbrace .}
该方法承认插值问题存在多种解法。每个实现都被视作真实变量可能取值的情形。然后，所有与之相关的工作流都在考虑实现的集成，从而考虑允许概率预测的预测集成。因此，地统计学常用于在求解逆問題时生成或更新空间模型。
地理统计估计和多重实现方法都存在许多方法。一些参考书提供了该学科的全面概述。

## 方法

### 估计

#### 克里金法
克里金法（Kriging）是一类地统计技术，用于在缺少观测值的位置，根据在附近位置的观察值插入随机场的值（例如高程z）。

#### 贝叶斯估计
贝叶斯推断是一种统计推断方法，它使用贝叶斯定理在获得更多证据或信息时更新概率模型。贝叶斯推断在地统计学中日益重要。贝叶斯估计通过空间过程实现克里金法，最常见的是高斯过程，并使用贝叶斯定理更新该过程以计算其后验概率。另有高维贝叶斯地统计学。

#### 有限差分法
考虑到概率守恒原理，循环差分方程（有限差分方程）可与格网相结合，计算概率，对地质构造的不确定性进行量化。此过程是马尔可夫链和贝叶斯模型的数值替代方法。

### 模拟
- 聚合
- 分解
- Turning bands
- 科列斯基分解
- 截断高斯
- Plurigaussian
- Annealing
- 光谱模拟
- 序列指标
- 序列高斯
- Dead Leave
- 转移概率
- 马尔可夫链地理统计
- 马尔可夫网格模型
- 支持向量机
- 布尔模拟
- 遗传模型
- 伪遗传模型
- 元胞自动机
- 多点地统计学

## 定义和工具
- 区域化变量理论（英语：Regionalized variable theory）
- 协方差函数
- 半方差
- 变差函数（英语：Variogram）
- 克里金法
- 基台值
- 变程
- 金块效应（英语：Nugget effect）